# Jean-Jacques Koffi Oi Koffi

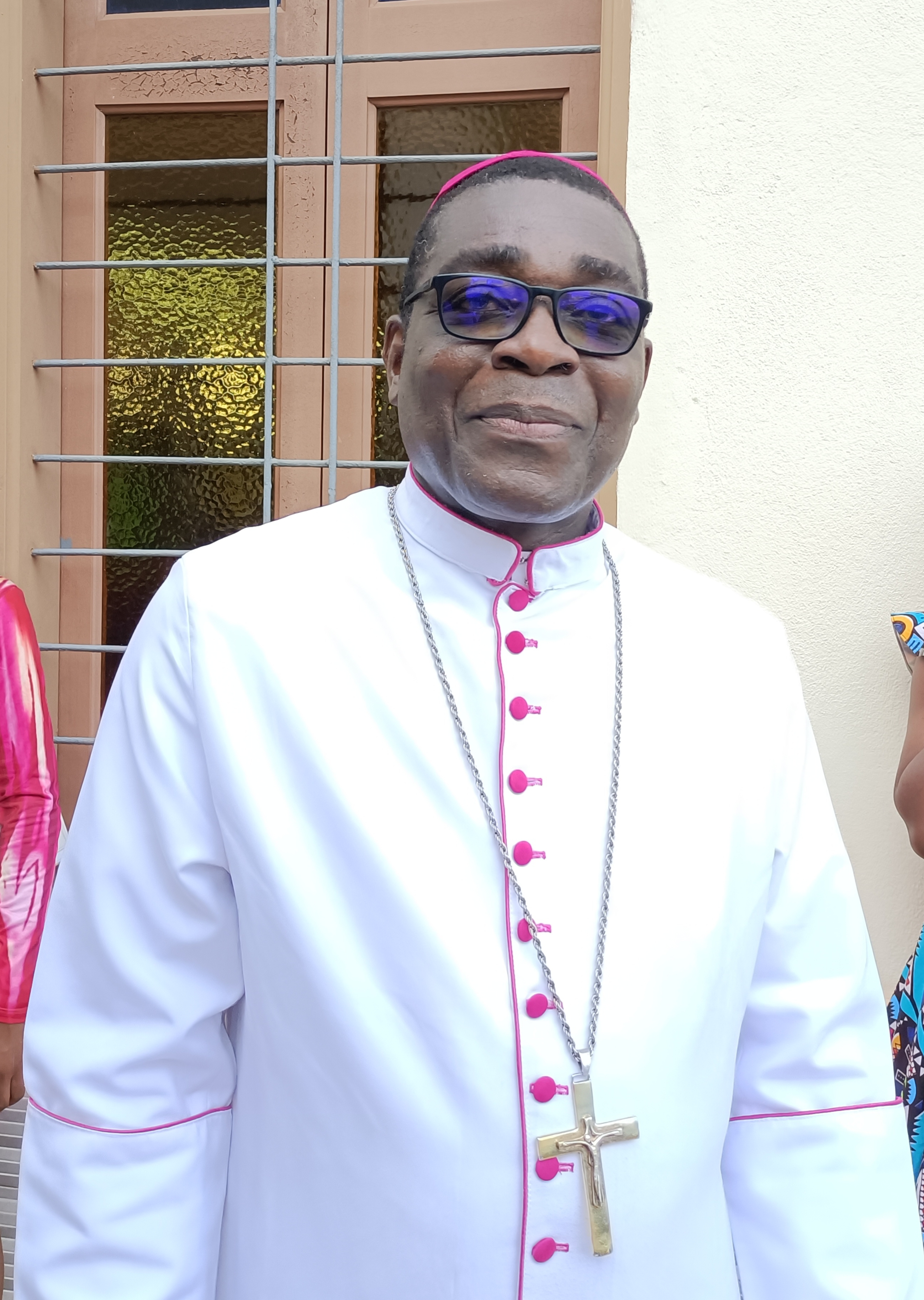
Jean-Jacques Koffi Oi Koffi, 2024

Jean-Jacques Koffi Oi Koffi (* 22. März 1962 in Bongouanou) ist ein ivorischer römisch-katholischer Geistlicher und Erzbischof von Gagnoa.

## Leben
Jean-Jacques Koffi Oi Koffi empfing am 4. August 1990 das Sakrament der Priesterweihe für das Bistum Abengourou.
Am 21. November 2003 ernannte ihn Papst Johannes Paul II. zum Bischof von Abengourou. Der emeritierte Bischof von Abengourou, Bruno Kouamé, spendete ihm am 21. Dezember desselben Jahres die Bischofsweihe; Mitkonsekratoren waren der Apostolische Nuntius in der Elfenbeinküste, Erzbischof Mario Zenari, und der Bischof von Grand-Bassam, Paul Dacoury-Tabley.
Am 3. Januar 2009 bestellte ihn Papst Benedikt XVI. zum Bischof von San Pedro-en-Côte d’Ivoire. Am 8. April 2025 ernannte ihn Papst Franziskus zum Erzbischof von Gagnoa, nachdem er dieses Erzbistum zuvor schon seit dem 4. Oktober 2023 als Apostolischer Administrator verwaltet hatte. Die Amtseinführung fand am 17. Mai 2025 statt.